# 1406 Komppa
1406 Komppa eller 1936 RF är en asteroid upptäckt 13 september 1936 av den finske astronomen Yrjö Väisälä vid Storheikkilä observatorium. Asteroiden har fått sitt namn efter Gustaf Komppa vid Åbo universitet som grundade observatoriet i Åbo.